# Hamulec zespolony

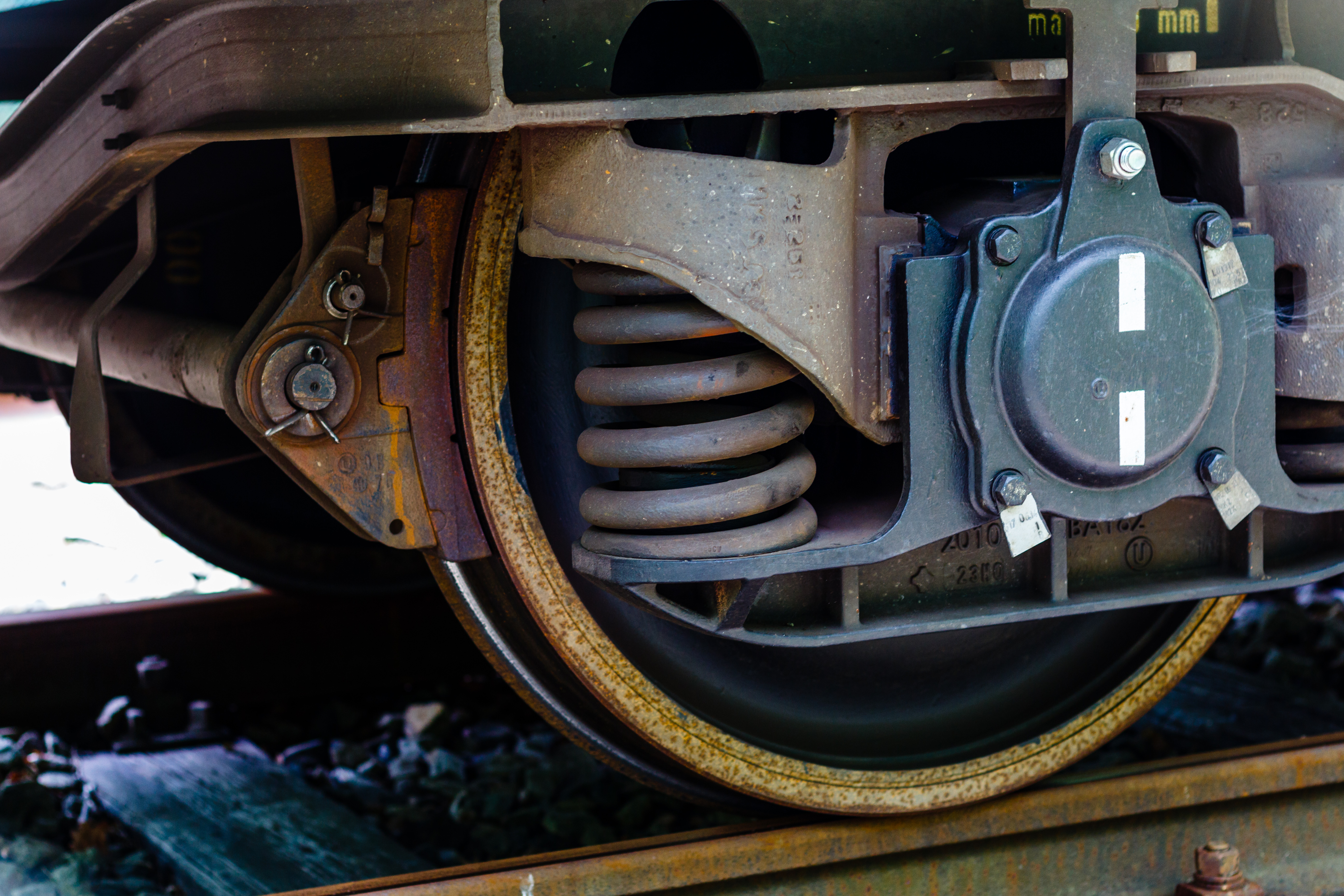
Hamulec klockowy

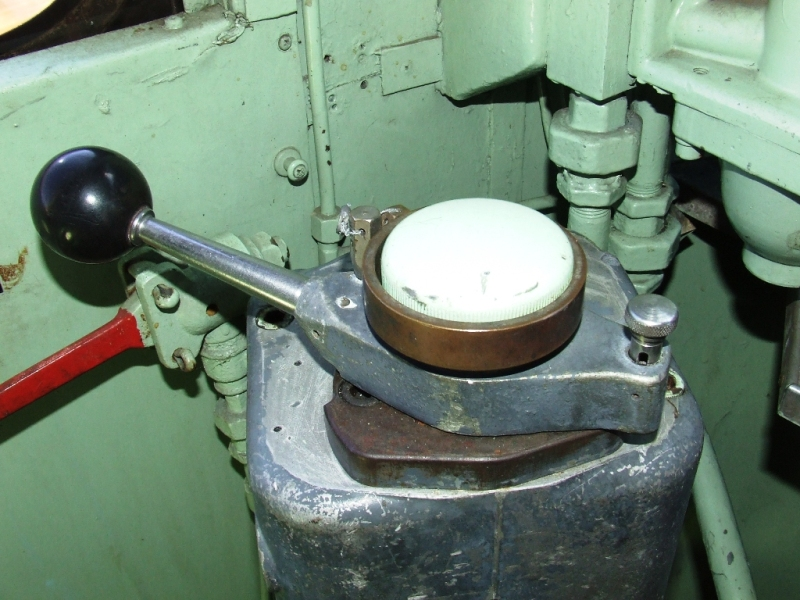
Zawór maszynisty hamulca zespolonego systemu Oerlikon FV4a

Hamulec zespolony (hamulec pociągowy, hamulec główny, PN) – hamulec w pociągu, który działa jednocześnie we wszystkich pojazdach pociągu, a sterowany jest z jednego miejsca. Współcześnie stosowanym rozwiązaniem jest zespolony hamulec pneumatyczny. Wynaleziony w 1869 przez George’a Westinghouse’a, opatentowany w USA.

## Zasada działania
Zasadniczymi częściami hamulca zespolonego są: sprężarka, zbiorniki powietrza (główny i pomocnicze), przewód główny, zawór sterujący i zawory rozrządcze oraz układ wykonawczy (siłowy) hamulca (tarczowy lub klockowy). Sprężarka zasila zbiornik główny powietrza, w którym panuje ciśnienie 0,7–1 MPa, z niego przez zawór sterujący zasilany jest przewód główny ciśnieniem 0,5 MPa. Przewód główny biegnie przez całą długość pociągu, w każdym wagonie łącząc się poprzez zawór rozrządczy ze zbiornikiem pomocniczym będącym rezerwuarem powietrza dla siłowników hamulca wagonu. Podczas jazdy ciśnienie w zbiorniku utrzymuje elementy cierne hamulca w odpowiedniej odległości od kół. Podczas hamowania służbowego, ciśnienie w przewodzie głównym jest obniżane o 0,05 do 0,15 MPa – wówczas – kiedy ciśnienie w zbiorniku pomocniczym przewyższa ciśnienie przewodu głównego - zawór rozrządczy łączy zbiornik pomocniczy z siłownikiem hamulca, który dociska klocek hamulcowy do koła. Przy hamowaniu nagłym (awaryjnym) ciśnienie jest szybko obniżane aż do ciśnienia atmosferycznego, co wzmacnia siłę hamowania. Odblokowanie hamulca następuje po ponownym podwyższeniu ciśnienia w przewodzie głównym do 0,5 MPa, zbiorniki pomocnicze łączą się wówczas ponownie z przewodem głównym i następuje uzupełnienie zużytego na hamowanie powietrza w tych zbiornikach, zaś siłowniki hamulca odciągają klocki hamulcowe od koła. Takie działanie hamulca – inicjowanie hamowania poprzez obniżenie, a nie podwyższenie ciśnienia w przewodzie głównym – sprawia, że hamulec zespolony jest samoczynny - w razie rozszczelnienia instalacji, np. przy rozerwaniu pociągu następuje samoczynne hamowanie, umożliwia też prostą realizację hamulca bezpieczeństwa - jest to po prostu zawór, łączący przewód główny z atmosferą.

## Hamowanie nagłe
Hamowanie nagłe, nazywane również hamulcem/hamowaniem szybkim, awaryjnym, bezpieczeństwa, albo też: nagłe - jest to szczególny rodzaj hamowania który cechuje się szybkim działaniem i maksymalną siłą hamowania. Hamowanie nagłe wykonuje się przez szybkie i znaczne upuszczenie powietrza z przewodu głównego. Inny, szybszy i mocniejszy przebieg hamowania pociągu przy użyciu hamowania nagłego możliwy jest dzięki zastosowaniu przyśpieszaczy fali hamowania (przyśpieszacza).
Do wdrożenia hamowania nagłego zobowiązani są w Polsce pracownicy drużyny pociągowej (maszynista, kierownik pociągu) w razie zauważenia zagrożenia bezpieczeństwa w ruchu kolejowym któremu można zapobiec poprzez zatrzymanie pociągu.

Maszynista widząc na torze przeszkodę uruchamia hamowanie nagłe i w celu
ochrony własnego życia bardzo często opuszcza kabinę. Nic więcej zrobić nie
może.

### Aktywacja przez maszynistę
W celu wywołania hamowania nagłego należy przestawić zawór główny maszynisty (kran, zadajnik/nastawnik hamulca) w pozycję odpowiednią dla hamowania nagłego. W razie braku reakcji maszynista dysponuje w kabinie co najmniej jednym innym urządzeniem wywołującym hamowanie nagłe (np. klapa Ackermanna).

### Wymuszone przez system

Hamowanie wymuszone przez system na ekranie DMI

Aktywacja hamulca nagłego może nastąpić drogą elektryczną lub pneumatyczną poprzez otwarcie odpowiedniego zaworu hamowania nagłego w pojeździe kolejowym. Elektryczny lub inny sygnał może zostać wysłany poprzez urządzenia alarmu pasażerskiego (PAS), urządzeń zabezpieczenia ruchu pociągów (ABP): urządzeń czujności (SHP, czuwak, SIFA), RADIO-STOP,  urządzeń sterowania ruchem pociągów takich jak ERTMS/ETCS.

### Wymuszone przez pasażera lub personel pociągu
W pociągach pasażerskich stosuje się hamulce bezpieczeństwa dwóch typów:

#### Hamulec bezpieczeństwa starego typu
Które za pomocą prostych mechanicznych zaworów pneumatycznych (kurków, klap Ackermana, lub też prostych elektrozaworów) powodują natychmiastowe opróżnienie przewodu głównego i niemożliwe do zatrzymania hamowanie nagłe. 

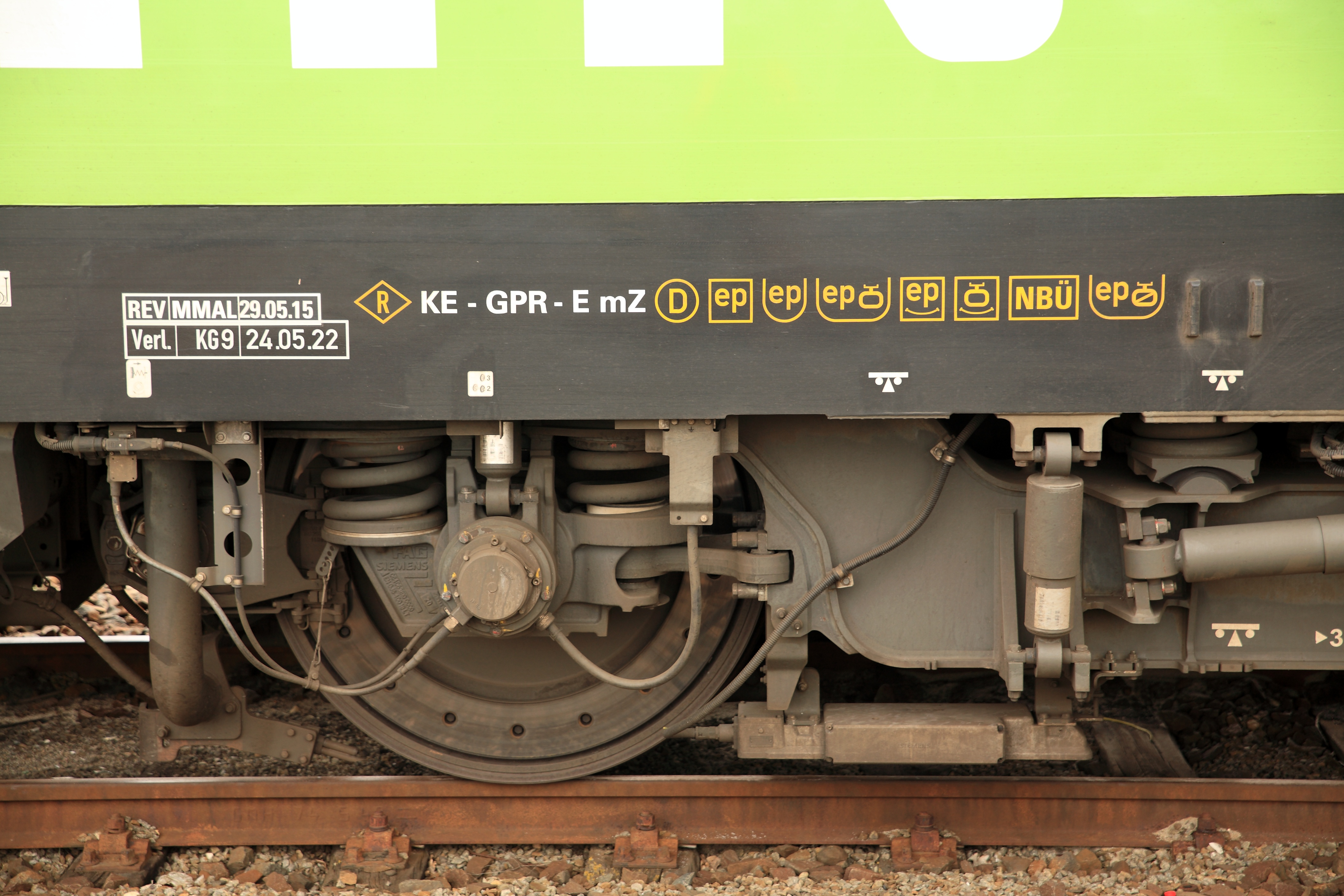
Oznaczenie taboru zgodnego z danym typem hamulca bezpieczeństwa lub hamulca elektropneumetycznego

#### Hamulec bezpieczeństwa nowego typu z funkcją mostkowania
Hamulec bezpieczeństwa zgodny z jednym z rozwiązań technicznych eksploatowanych w Europie: System Alarmu Pasażera (PAS), UIC 541-6 NBA lub UIC 541-5 EBO/NBÜ - gdzie poprzez układy elektroniczne możliwe jest wstrzymanie na pewien czas wdrożenia hamowania, a dzięki temu możliwa kontrola maszynisty nad miejscem zatrzymania.

## Wyczerpanie hamulca
Niebezpieczne zjawisko polegające na słabej sile hamowania, lub jej braku. Polega ono na wyczerpaniu się powietrza do hamowania w zbiornikach wagonu. Częste hamowanie i luzowanie w krótkim czasie mogłoby powodować napełniania i opróżniania cylindrów hamulcowych zużywając powietrze ze zbiorników pomocniczych wagonu szybciej, niż są one w stanie przyjąć powietrze z przewodu głównego. Obecnie eksploatowane hamulce, ze względu na stosowane rozwiązania techniczne, uważa się za niewyczerpane.

## Rozerwanie pociągu
Urwanie sprzęgu prowadzi do rozerwania pociągu. W sytuacji w której skład podzielił się na części następuje również odpięcie lub rozerwanie gumowych sprzęgów hamulcowych przewodu głównego. W tej sytuacji luźno zwisające główki sprzęgu hamulcowego łączą przewód główny z atmosferą doprowadzając do hamowania nagłego. Doprowadza to do samoistnego zatrzymania wszystkich jadących części pociągu.
Rozerwanie pociągu może zdarzyć się z powodu nieprawidłowej techniki jazdy maszynisty, np. jeżeli maszynista długiego pociągu towarowego nie weźmie pod uwagę, że przód pociągu odhamowuje dużo szybciej niż koniec, i zacznie rozpędzać się, to mogą powstać naprężenia przekraczające wytrzymałość sprzęgów.

## Elementy układu hamulca zespolonego

### Przewody pneumatyczne

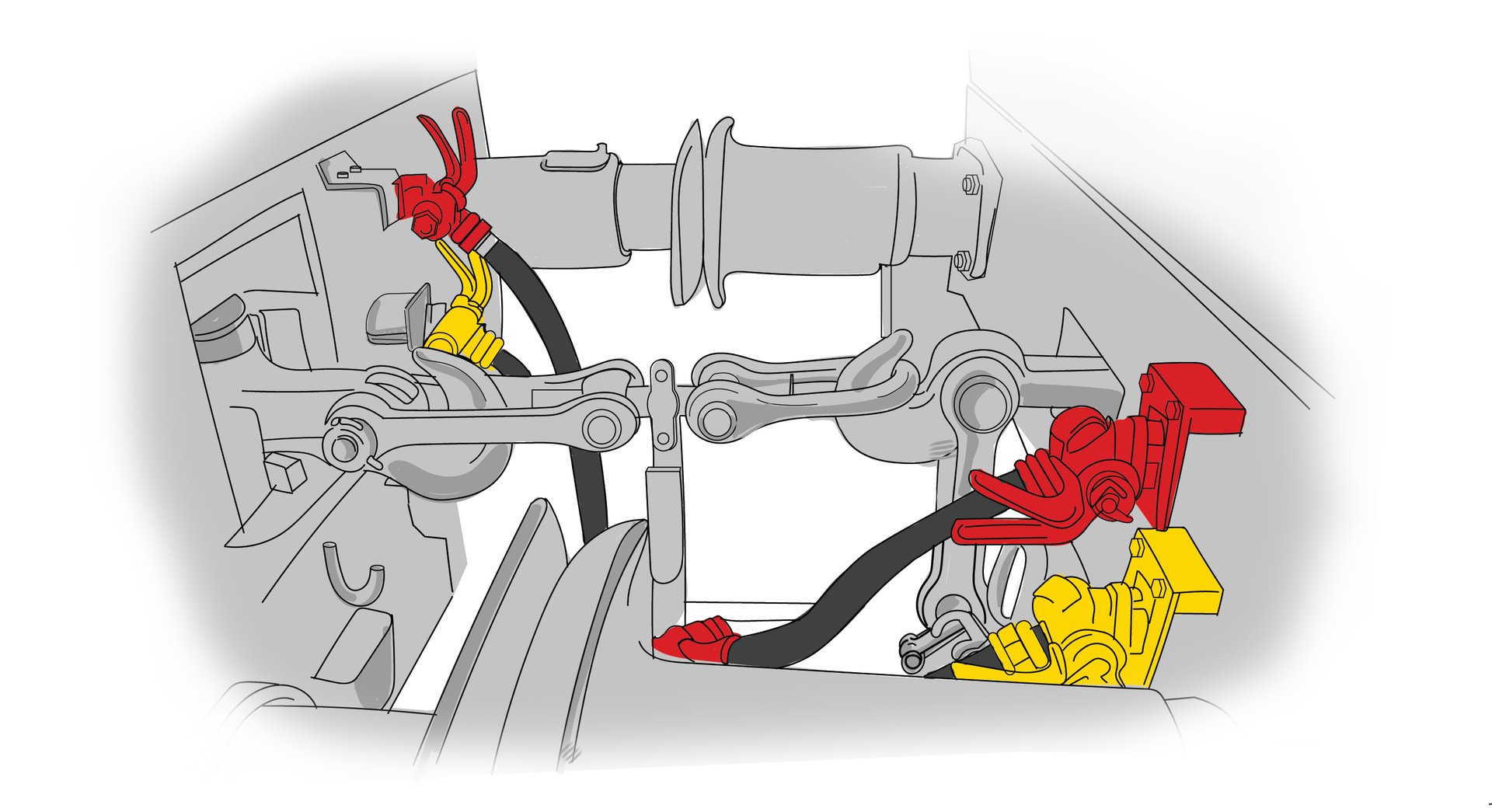
Widoczne malowane na czerwono - sprzęgi przewodu głównego, i malowane na żółto - sprzęgi przewodu zasilającego.

#### Przewód główny
Przewód główny (PG, BP) nazywany również przewodem hamulcowym - jest elementem przekazującym pneumatyczne sygnały hamowania i luzowania poprzez zmianę ciśnienia wzdłuż całego pociągu (wszystkich pojazdów połączonych przewodem głównym). Główki i zawory sprzęgów przewodu głównego są malowane na kolor czerwony.

#### Przewód zasilający
Przewód zasilający (PZ, MRP) - jest elementem zasilającym cały pociąg w sprężone powietrze. Poza zasilaniem innych urządzeń jego ważną funkcją jest przyśpieszanie uzupełnienia powietrza w układzie hamulcowym wagonu. Zapobiega to zjawisku wyczerpania hamulca. Główki i zawory sprzęgów przewodu zasilającego malowane są na kolor żółty. 

### Zawory nagłego hamowania

#### Kurek nagłego hamowania
Wagony wyposażano w kurek nagłego hamowania - zawór trójdrożny połączony z przewodem głównym. Kurek ten w położeniu zasadniczym jest zamknięty. W przypadku wystąpienia niebezpieczeństwa lub potrzeby zatrzymania pociągu pasażer, lub drużyna pociągowa, ciągnąc za rączkę kurka, albo cięgło prowadzące do kurka, łączy przewód główny z atmosferą. Z przewodu głównego ucieka szybko całe powietrze powodując hamowanie nagłe.

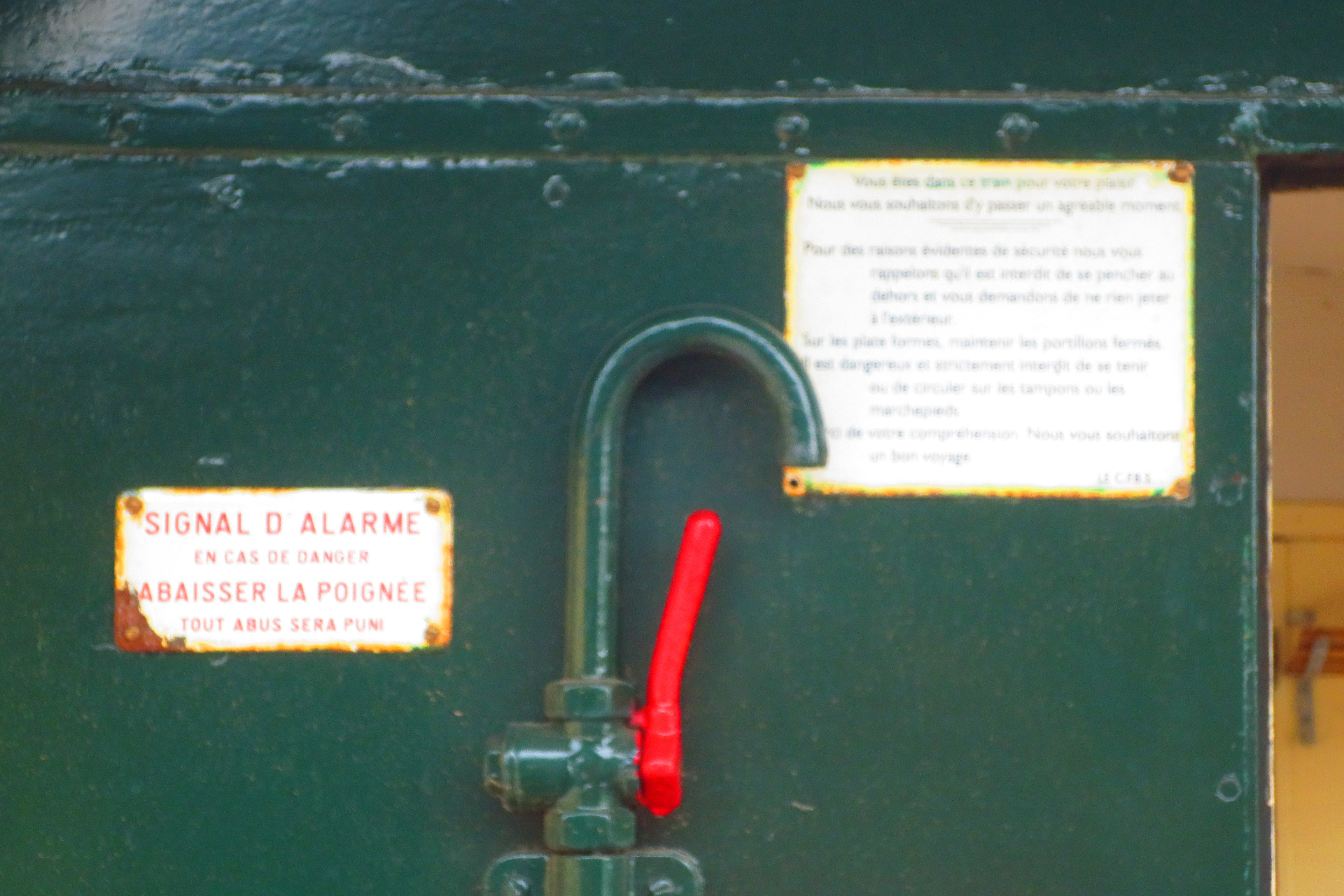
Kurek hamowania nagłego z widocznym ujściem powietrza do atmosfery
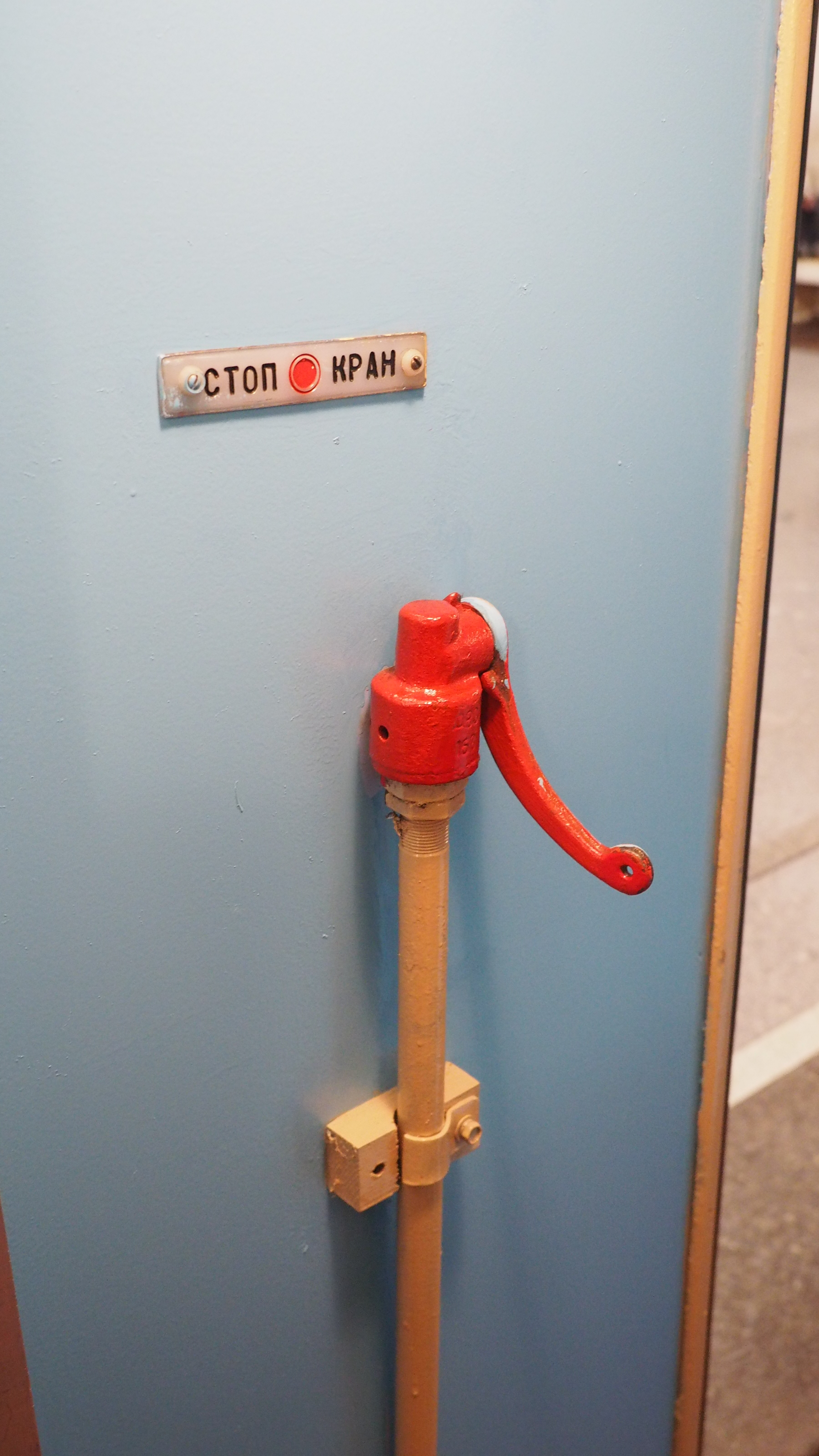
Kurek hamowania nagłego w metrze rosyjskim
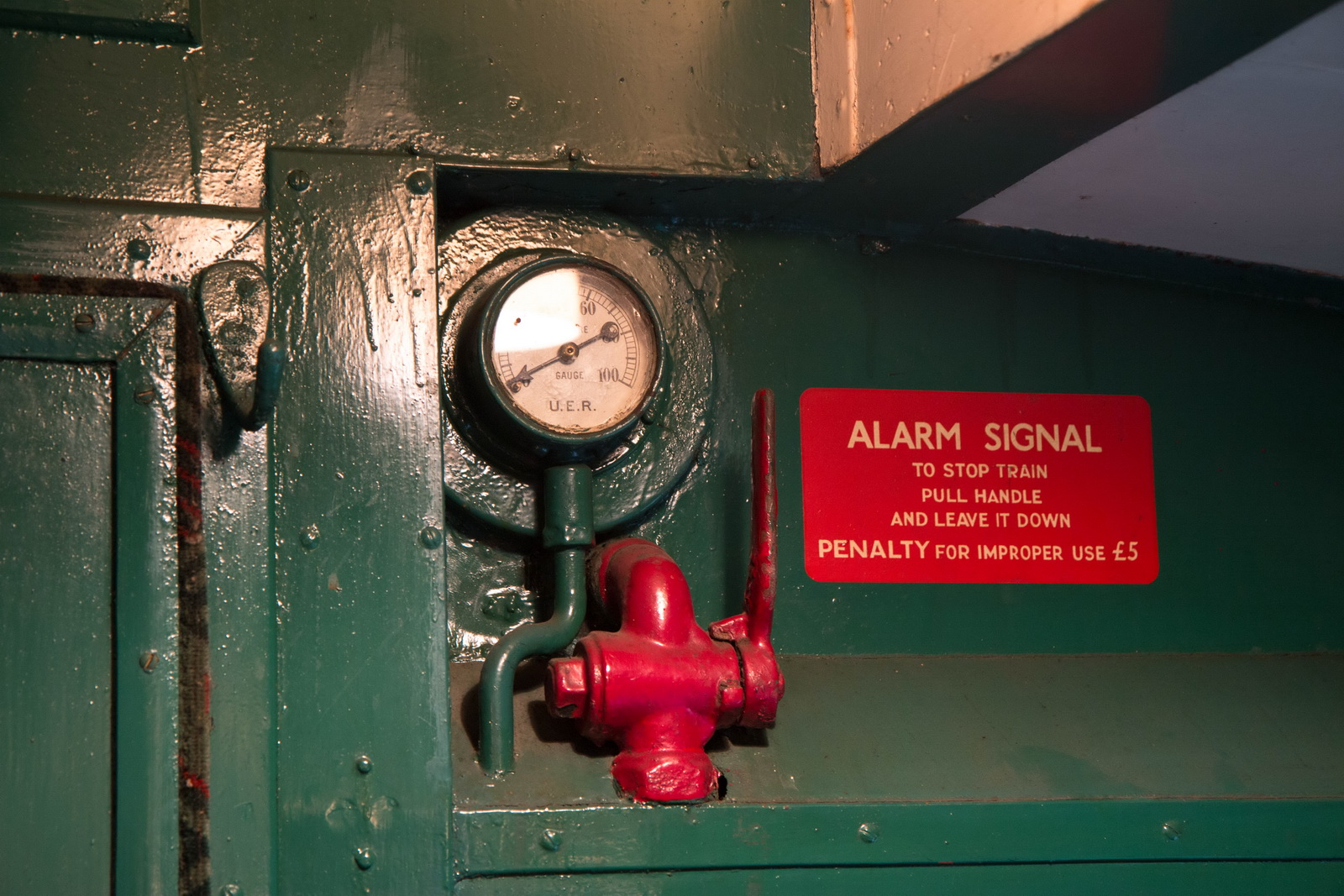
Kurek hamowania nagłego z informacją o karze za nieuprawnione użycie

#### Klapa Ackermanna
Jest to prosty zawór powietrzny zamontowany na przewodzie głównym. W stanie normalnym zamknięty, jednorazowe pociągnięcie za rączkę (ręcznie lub za pomocą cięgieł) powoduje stałe i pełne otwarcie całego przekroju zaworu. Połączenie przewodu głównego z atmosferą powoduje szybki i całkowity spadek powietrza, a w konsekwencji: hamowanie nagłe. Stosowana jako hamulec bezpieczeństwa lub w razie usterki zaworu głównego maszynisty w starszych pojazdach.

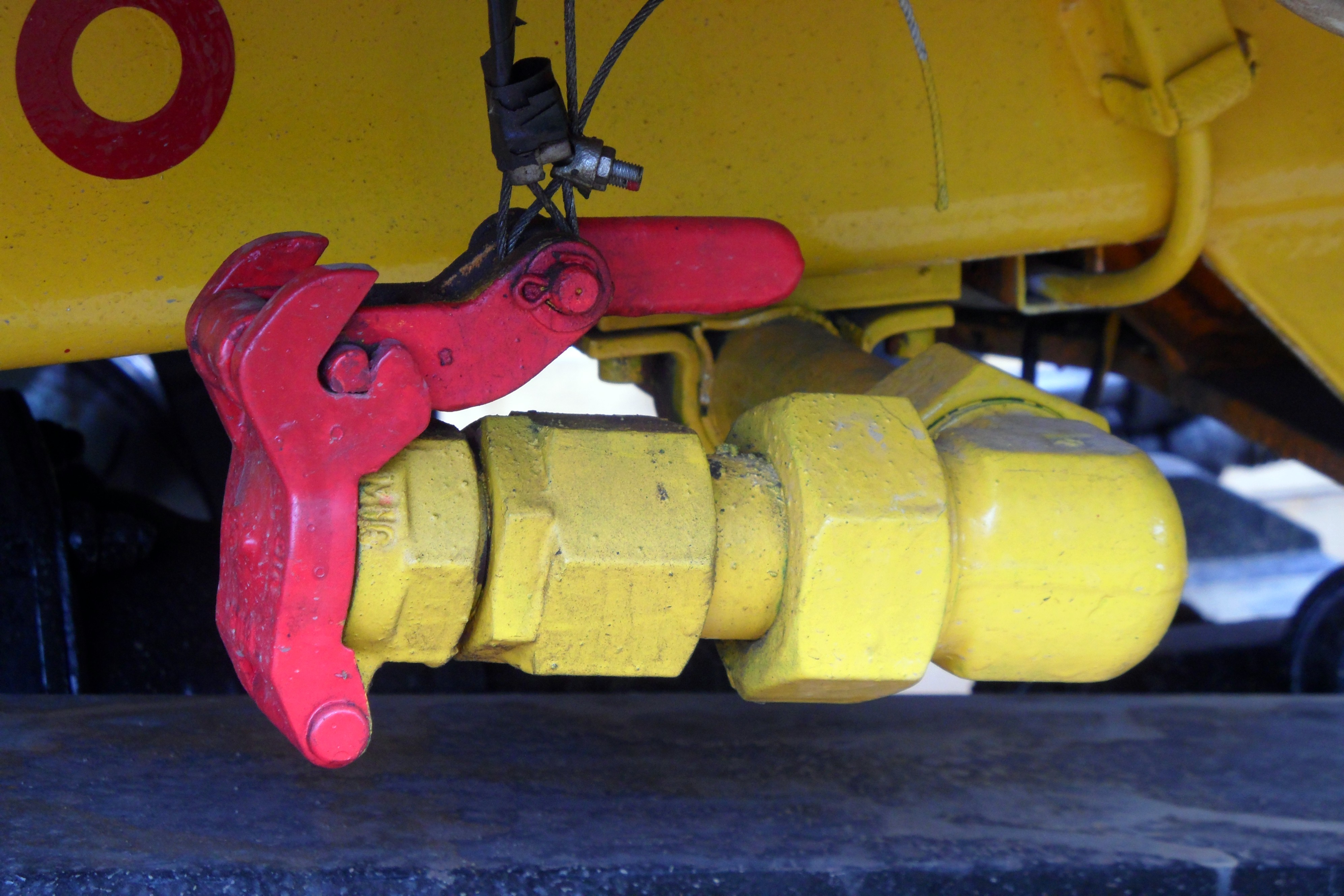
Klapa Ackermanna wraz z cięgłem - linką stalową
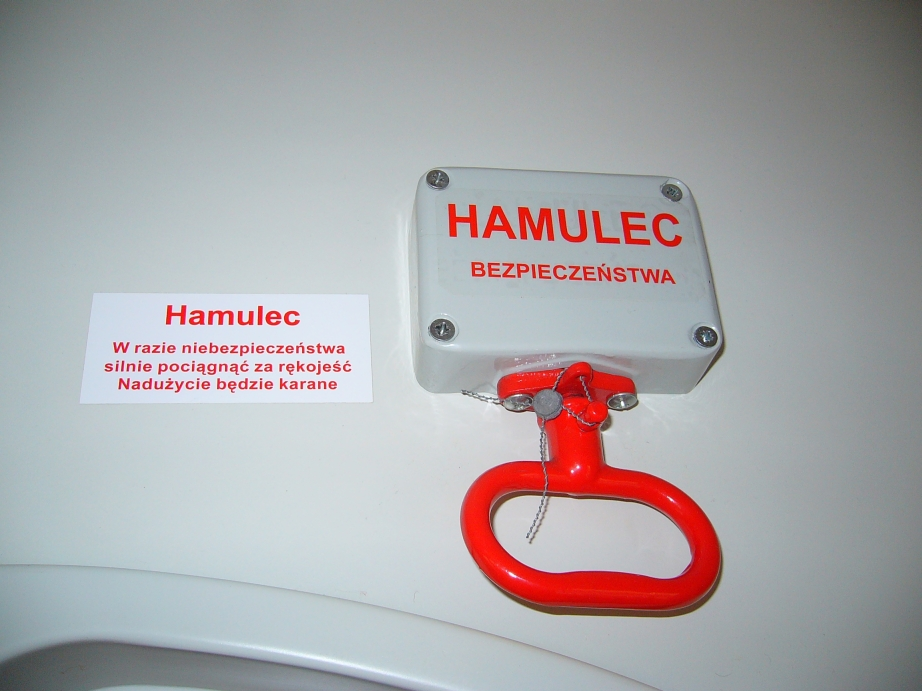
Rączka uruchamiająca klapę Ackermanna przez układ cięgieł
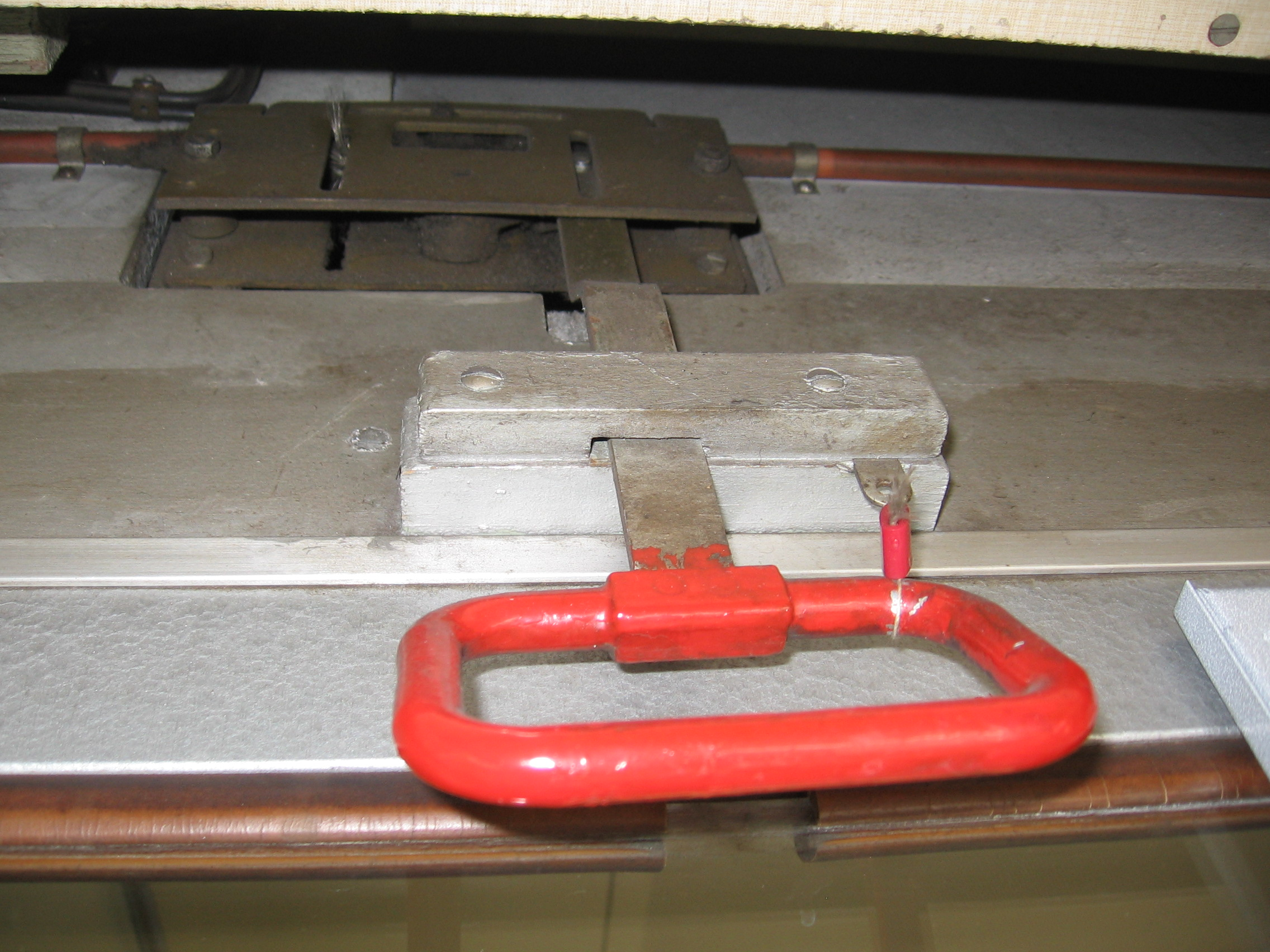
Rączka uruchamiająca wraz z układem cięgieł
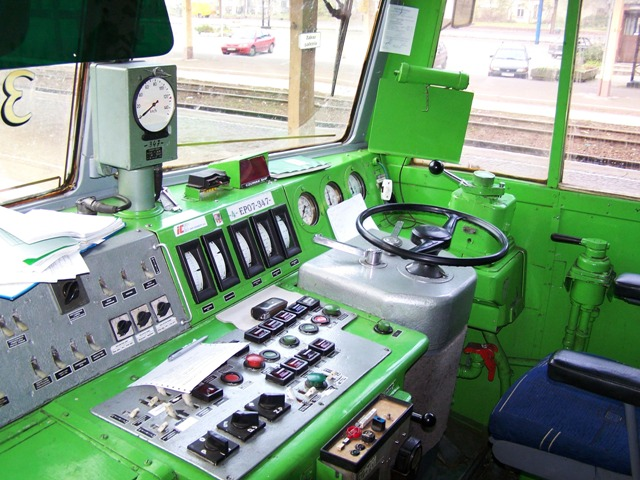
Czerwona klapa Ackermanna widoczna pod pulpitem maszynisty lokomotywy EP07

#### Elektryczne
W nowoczesnych pojazdach sterowniki mikroprocesorowe sterują pracą przewodu głównego. Sterownik pojazdu zbiera dane od systemów zamontowanych na pojeździe, w szczególności odbiera żądanie hamowania nagłego od urządzeń pokładowych i realizuje je poprzez elektrozawory hamowania nagłego na odpowiednich tablicach hamulcowych. W systemie SHP i czuwaka (CA) brak reakcji maszynisty powoduje przerwanie zasilania elektrozaworów SHP/CA i wypuszczenie powietrza z przewodu głównego (nagłe).  

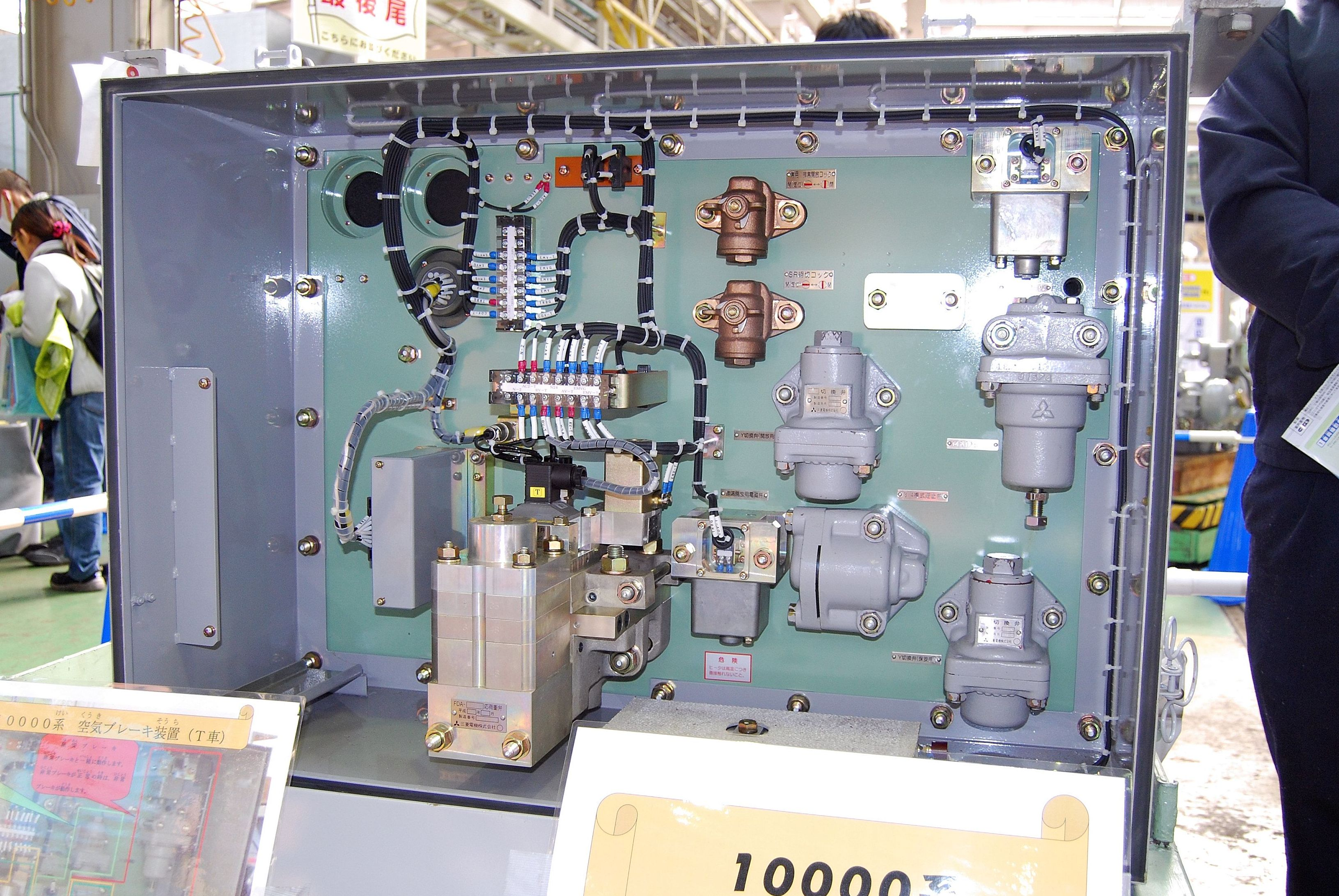
Elektropneumatyczna tablica hamulcowa pojazdu serii Tokyo Metro 10000
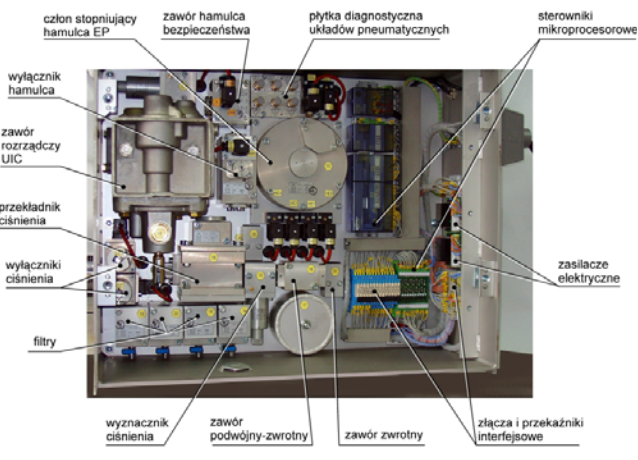
Tablica hamulcowa członu zmodernizowanego EN57
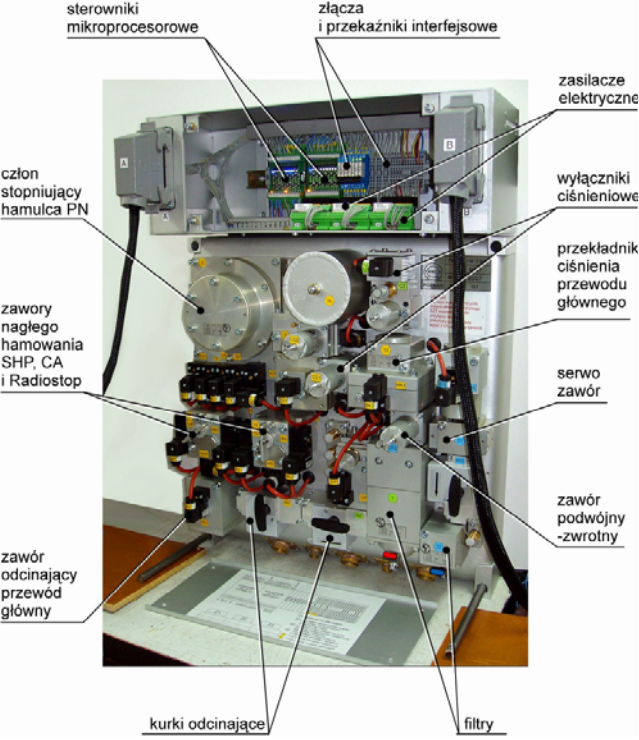
Tablica hamulcowa kabiny zmodernizowanego EN57

## Hamulec bezpieczeństwa z funkcją mostkowania
Zasugerowano, aby ta sekcja została przeniesiona do artykułu Hamulec bezpieczeństwa. (dyskusja)

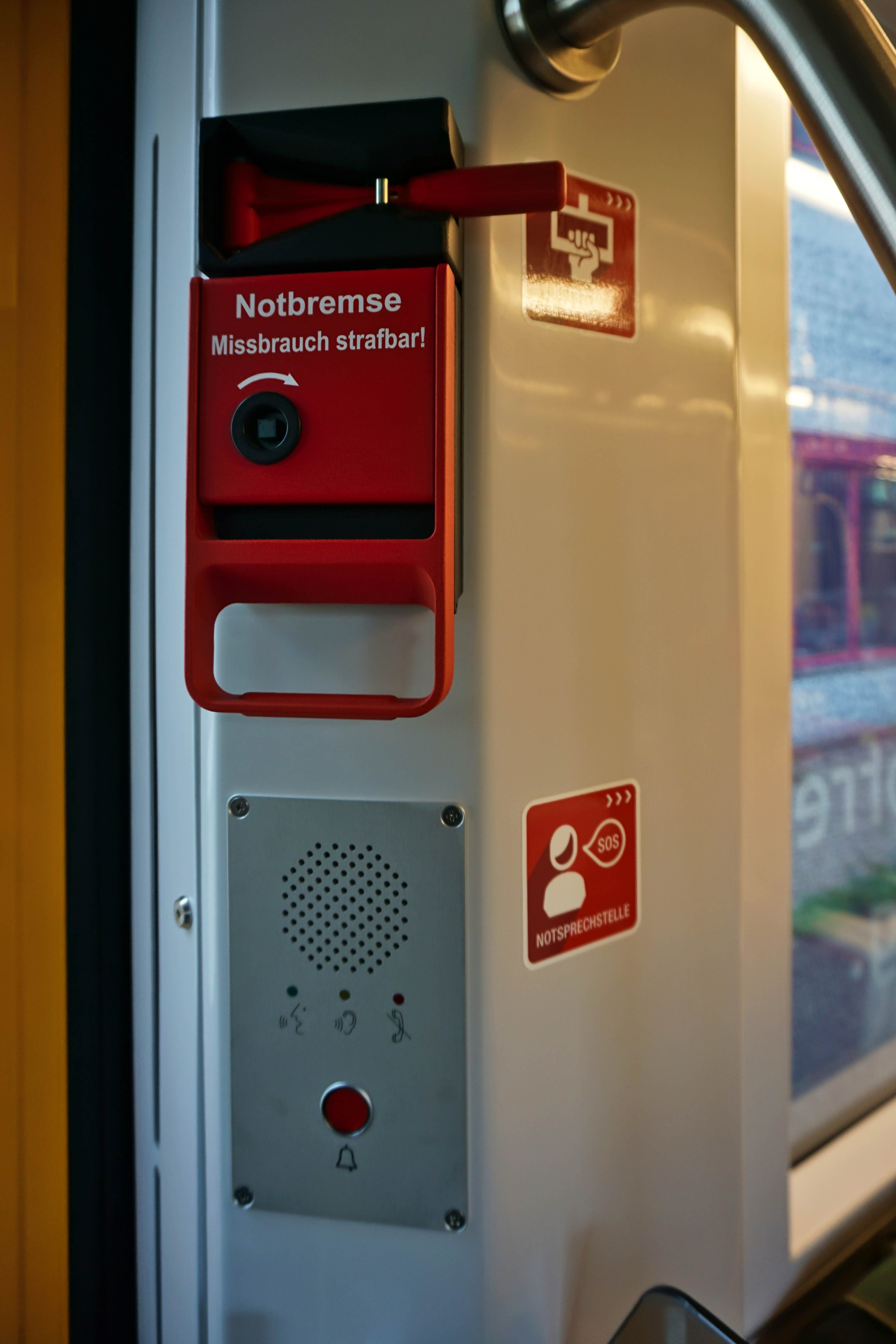
Wyżej: Urządzenie alarmowe PAD, niżej: interkom CFA.

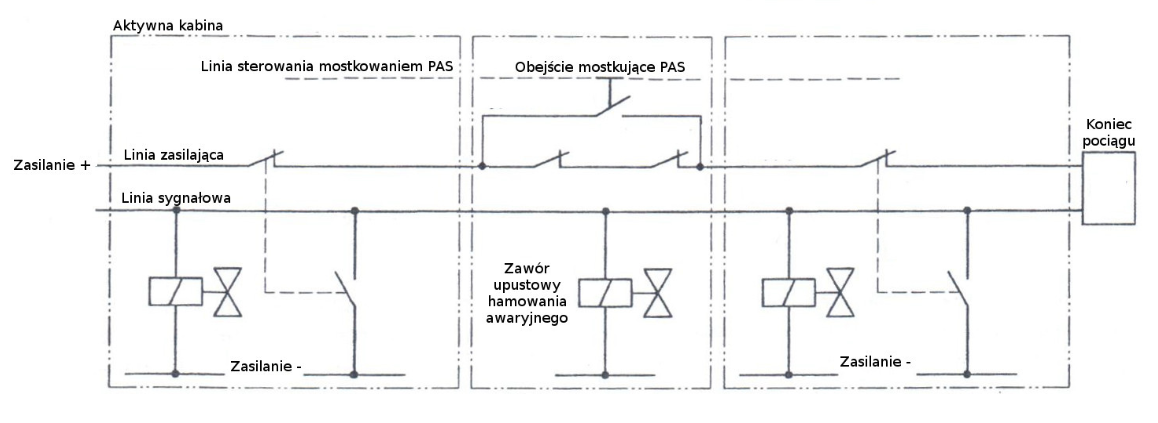
Rozwiązanie systemu Alarmu Pasażerskiego polegające na zintegrowaniu pętli bezpieczeństwa (pętli zaworów nagłego hamowania) z pętlą urządzeń PAS. W górnej części widoczny obwód doraźnego mostkowania styków urządzeń PAD. Przerwanie zasilania pętli i zaworów elektropneumatycznych powoduje spuszczenie powietrza z przewodu głównego.

Alarm dla pasażerów, System Alarmu Pasażera (PAS, Passenger Alarm System, EN 16334), NBA (UIC 541-6), EBO/NBÜ (UIC 541-5) - to rodzaj rozwijanych od 1997 r. rozwiązań technicznych hamulców bezpieczeństwa, w których pasażer wysyła do maszynisty żądanie wdrożenia hamulca, a maszyniście umożliwiono zignorowanie przez pewien czas żądania poprzez załączenie mostkowania hamulca. Ma to na celu zapobiegnięcie zatrzymania pociągu w miejscu niedozwolonym, z utrudnioną ewakuacją, takim jak: tunel, most, wiadukt. Celem rozwoju systemów jest ograniczenie wpływu pasażera na bieg pociągu.
Założenia Systemu Alarm Pasażera (PAS) zgodnego z normą EN 16334 są następujące:
1. W sytuacji zagrożenia pasażer ma umożliwione wysłanie alarmu - żądania wdrożenia hamulca.
2. Maszynista ma określony czas na reakcję, może wstrzymać hamowanie kontrolując dzięki temu miejsce zatrzymania pociągu.
3. Gdy pociąg rusza z peronu - hamowanie jest wdrażane natychmiastowo.

Urządzenia wchodzące w skład systemu:
- Interfejs pasażera PAI (Passenger Alarm Interface), składający się z:
  - Urządzenie PAD - odpowiednio oznaczona rękojeść służąca do wysłania alarmu
  - Interkom / Interfejs CFA (Call for Aid) - umożliwiający rozmowę z obsługą pociągu niezależnie czy został wysłany alarm poprzez urządzenie PAD
- Moduł kabinowy PAS - urządzenie sterujące pracą systemu, posiada interfejs komunikacyjny umożliwiający komunikację z nadawcą alarmu/sygnału CFA, przycisk reakcji (mostkowania), sygnał audiowizualny otrzymania alarmu, może wywołać hamowanie nagłe poprzez powiązanie z pojazdem trakcyjnym.

Instalacja systemu różni się w zależności od przyjętych założeń. System można zbudować na zasadzie przerywania pętli bezpieczeństwa lub doraźnym mostkowaniu zaworów nagłego hamowania.

## Hamulec elektropneumatyczny

Ideowy schemat zaworów hamulca EP

Zasugerowano, aby ta sekcja została przeniesiona do artykułu Hamulec elektropneumatyczny. (dyskusja)
Hamulec elektropneumatyczny (EP) to hamulec działający na sprężone powietrze uruchamiany (sterowany) przez sygnały elektryczne. 

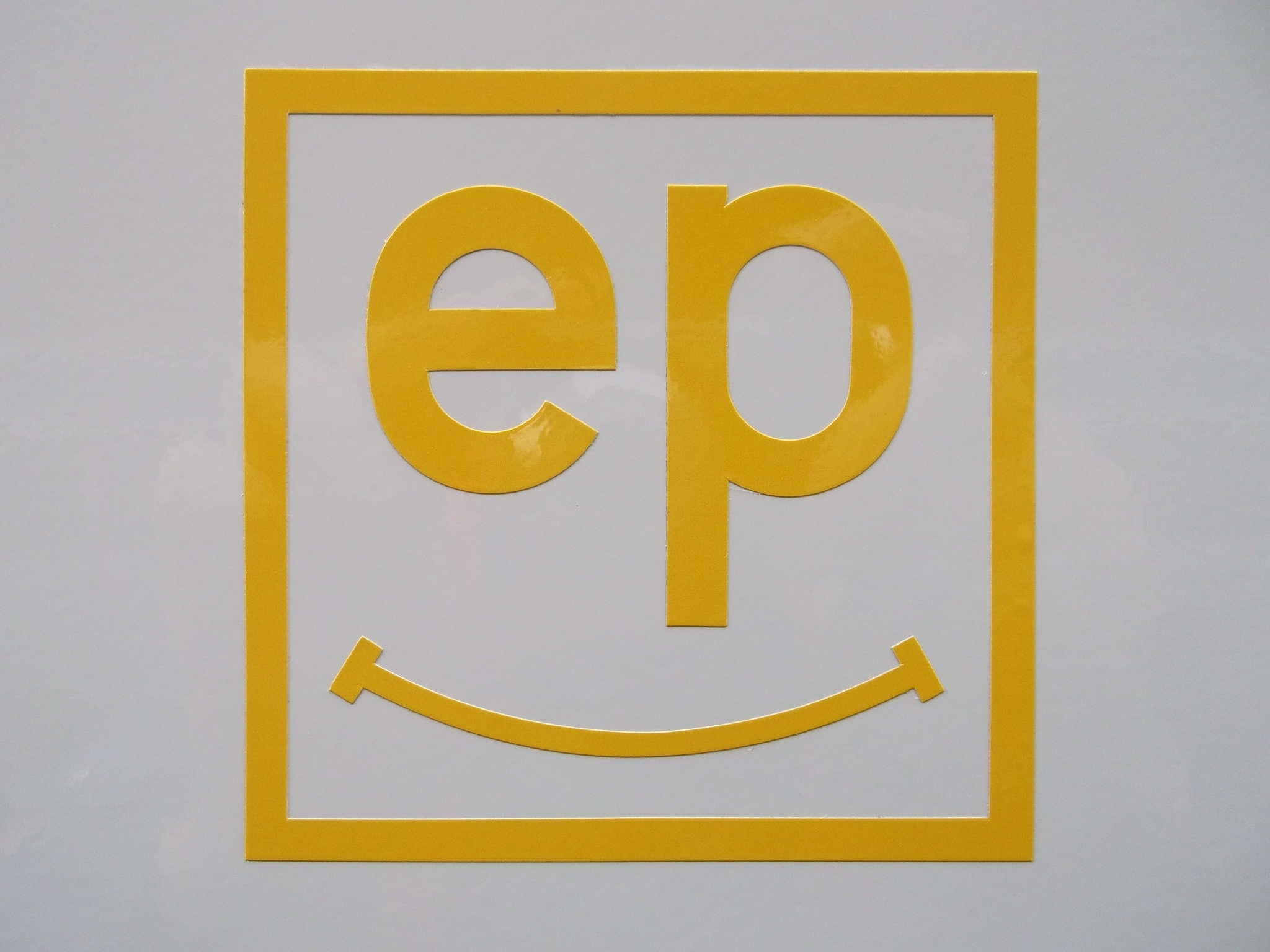
Symbol na boku pojazdu oznaczający pojazd wyposażony w hamulec EP jednego z typów

Tabor kolejowy prawie zawsze posiada niesamoczynne układy hamulca EP, które są niezdolne do samodzielnego zahamowania wszystkich pojazdów pociągu w przypadku przerwania ciągłości przewodu sterującego (rozerwania pociągu). W tej sytuacji podstawowym hamulcem, to znaczy takim, który musi być zawsze sprawny, jest zespolony samoczynny hamulec pneumatyczny (nazywany dalej PN). Jednakże hamulce EP projektowane są jako układy ściśle współdziałające z hamulcem PN. Tworzą one podwójne układy, w których w normalnych warunkach do hamowania używany jest hamulec EP, a hamulec PN stanowi rezerwę zwiększającą bezpieczeństwo gdy hamowanie EP zawiedzie. Obydwa układy mogą być uruchamiane jednym zaworem maszynisty (kranem, zadajnikiem), a praca obydwu układów ze względów bezpieczeństwa jest tak daleko sprzężona, że uszkodzenie hamulca EP w trakcie hamowania często powoduje automatyczne uruchomienie hamulca PN.
- niesamoczynny – elektryczne sygnały sterujące oddziałują bezpośrednio na zawory rozrządcze, bez obniżania ciśnienia w przewodzie głównym, przy zachowanej możliwości hamowania czysto pneumatycznego. Na PKP jest stosowany w elektrycznych zespołach trakcyjnych.
- samoczynny – elektryczne sygnały sterujące oddziałują na dodatkowe elektrozawory, które powodują zmiany ciśnienia w przewodzie głównym i dalsze działanie hamulca jak przy hamowaniu pneumatycznym. Wspomaga to działanie zaworu maszynisty poprzez przyspieszenie zmian ciśnienia w przewodzie głównym oraz wyrównanie profilu ciśnienia wzdłuż długości pociągu. Na PKP jest zamontowany w części wagonów standardu Z.